# Swiss Range
Swiss Range är ett berg i Kanada.   Det ligger i territoriet Nunavut, i den norra delen av landet, 3 900 km norr om huvudstaden Ottawa. Toppen på Swiss Range är 1 425 meter över havet, eller 94 meter över den omgivande terrängen. Bredden vid basen är 0,65 km.
Terrängen runt Swiss Range är varierad. Trakten runt Swiss Range är nära nog obefolkad, med mindre än två invånare per kvadratkilometer.. Det finns inga samhällen i närheten.
Trakten runt Swiss Range är permanent täckt av is och snö.